# Milan Hořínek
Milan Hořínek (6. července 1937 Olomouc – 25. října 2014 Olomouc) byl český politik a pedagog. Po okupaci Československa roku 1968 se zařadil mezi odpůrce komunistického režimu a mimo jiné též podepsal prohlášení Charta 77. V letech 1990 až 1994 byl primátorem statutárního města Olomouc a v letech 1990 až 1992 poslancem České národní rady.

## Biografie
V roce 1959 absolvoval Filozofickou fakultu Univerzity Palackého v Olomouci, obory čeština a ruština. V letech 1959 až 1969 působil jako učitel na gymnáziu ve Šternberku. Po invazi vojsk Varšavské smlouvy roku 1968, kdy byl členem Komunistické strany Československa, vstup sovětských vojsk na stranickém sjezdu odsoudil. 22. srpna 1969 emigroval do Rakouska, kde pracoval v pojišťovací společnosti, ovšem na žádost své matky se po roce vrátil. Byl vyloučen ze strany a také vyhozen ze šternberského gymnázia. Pracoval jako dělník na pile, noční hlídač a železniční zaměstnanec.
Podepsal Chartu 77, za což byl perzekvován Státní bezpečností. Po smrti Jana Patočky byl policií 48 hodin zadržován, aby nemohl na jeho pohřeb. Později se stal členem tzv. Nezávislého mírového sdružení, kterému pomáhal vydávat a distribuovat samizdatový bulletin. Podílel se na organizaci nezávislé demonstrace v Olomouci v den výročí výbuchu atomové bomby v Hirošimě, kterou však policie rozehnala a asi 80 jejích účastníků krátkodobě zatkla.
V roce 1989 se stal mluvčím okresního Koordinačního centra Občanského fóra v Olomouci. Za Občanské fórum pak byl roku 1990 zvolen do České národní rady, v komunálních volbách téhož roku do Zastupitelstva města Olomouce a stal se primátorem. Jako poslanec se věnoval zejména přípravě novely zákona o obecním zřízení č. 367/1990 Sb. Funkci olomouckého primátora zastával do roku 1994, kdy neuspěl v komunálních volbách, v nichž kandidoval jako nestraník za Svobodné demokraty (OH) na kandidátce „Koalice ČMSS, LSNS, SD (OH)“.
Po odchodu z politiky dokončil doktorské postgraduální studium a působil na Pedagogické fakultě Univerzity Palackého jako vedoucí katedry společenských věd. Jeho specializací byly politologie a moderní dějiny. V roce 2006 odešel do penze.
Roku 2001 založil charitativní organizaci Lions Club Olomouc a následujících 10 let byl jejím prezidentem. Roku 2004 vydal spolu s Františkem Mezihorákem publikaci Padesát německých Olomoučanů. V roce 2008 obdržel Cenu města Olomouce za boj proti totalitě.
Milan Hořínek zemřel 25. října 2014 ve věku 77 let. Urna s jeho popelem byla 22. června 2017 uložena do tzv. Brandhuberovy hrobky na Ústředním hřbitově Neředín, sloužící jako hrob olomouckých primátorů.